# Asperula staliana
Asperula staliana är en måreväxtart som beskrevs av Roberto de Visiani. Asperula staliana ingår i släktet färgmåror, och familjen måreväxter.

## Underarter
Arten delas in i följande underarter:
- A. s. arenaria
- A. s. diomedea
- A. s. issaea
- A. s. staliana